# Микровезикулы
Микровезикулы (МВ) — мембранные структуры различного размера (100—1000 нм), отделяющиеся от цитоплазматической мембраны (ЦПМ) клеток как в качестве нормальной жизнедеятельности организма, так и во время гибели или искусственной стимуляции тромбоцитов, эритроцитов и других клеток. МВ заключают внутри себя цитозольные компоненты, такие как ферменты, факторы транскрипции, молекулы мРНК. В течение последних десятилетий учёные [кто?] считали, что МВ — это «инертный мусор», продуцируемый во время жизнедеятельности клеток, но по состоянию на 2012 год накапливается все больше данных о важном участии МВ во множестве физиологических и патологических процессов. По состоянию на 2012 год в открытых базах PubMed, OMIM и других медицинских организаций накоплено значительное количество информации о способностях МВ по переносу белков, жиров, нуклеиновых кислот и так далее, а также о влиянии МВ на развитие некоторых заболеваний.
МВ присутствуют у бактерий, архей, растений и животных, не исключая человека. Впервые их пронаблюдал и описал англ. P. Wolf в 1967 году. МВ присутствуют в крови, моче, слюне и других биологических жидкостях.
Функция МВ зависит от состава, а он, в свою очередь, от типа продуцирующей клетки и наличия стимулов (катализаторов и ингибиторов). Тромбоцитарные МВ, к примеру, влияют на свёртывание крови, эндотелиальные — на ангиогенез и так далее. При этом любые МВ могут переносить молекулы различных химических соединений в другие клетки, помогая им взаимодействовать на расстоянии. Но в случае поломки физиологических механизмов эта способность помогает также распространять вирусы и другую инфекцию, а также онкологические заболевания.